# NetWare
NetWare je mrežni operacijski sustav koji je razvio Novell. Proizvođač ovog sustava Novell, Inc. napravio je NetWare tako da je u početku koristio kooperativnu višezadaćnost radi pokretanja raznih usluga na osobnom računalu, služeći se mrežnim protokolom IPX. 
Ne proizvodi ga se više. Spada u zatvoreni kod odnosno vlasnički softver. Kernel je hibridni. Zadnja inačica je 6.5 SP8 od 6. svibnja 2009. godine. Na tržište je izašao 1983. i podupirao je klijente koji su radili i na CP/M i MS-DOSu, radio je na vlasničkoj zvjezdastoj sabirničkoj topologiji i bio je zasnovan na Novellovom podatkovnom poslužitelju koji se služio procesorom Motorola 68000, ali je tvrtka uskoro se maknula od izrade vlastita sklopovlja te je NetWare postao sklopovski neovisan, radeći na bilo kojem prikladnom sustavu zasnovanom na Intelovim IBM PC kompatibilnom sustavu i širokom rasponu mrežnih kartica. Od početka je NetWare primijenio mnogo svojstava nadahnutih središnjim računalnim i miniračunalnim sustavima koji nisu bili dostupni kod njihovih takmaca.
Korisničko sučelje bilo je sučelje naredbenog retka i tekstualno korisničko sučelje.

## Daljnja literatura
- Harris, Jeffrey L. 2005. Novell Open Enterprise Server Administrator's Handbook, NetWare Edition. Novell Press. ISBN 978-0-672-32748-3
- Harris, Jeffrey L. 2004. Novell NetWare 6.5 Administrator's Handbook. Novell Press. ISBN 978-0-7897-2984-2
- Harris, Jeffrey L.; Kelley J.P. Lindberg. 2002. Novell's NetWare 6 Administrator's Handbook. Wiley. ISBN 978-0-7645-4882-6
- Bastiaansen, Rob; Sander van Vugt. 2006. Novell Cluster Services for Linux and NetWare. Novell Press. ISBN 978-0-672-32845-9
- Hughes, Jeffrey F.; Blair W. Thomas. 2002. Novell's Guide to NetWare 6 Networks. Wiley. ISBN 978-0-7645-4876-5

## Vanjske poveznice
- (eng.) NetWare Cool Solutions  Arhivirana inačica izvorne stranice od 21. svibnja 2011. (Wayback Machine) – naputci, trikovi, vodiči, alati i ostali resursi koje je stavila zajednica NetWarea
- (eng.) A brief history of NetWare  Arhivirana inačica izvorne stranice od 3. listopada 2012. (Wayback Machine)
- (eng.) Another brief history of NetWare  Arhivirana inačica izvorne stranice od 19. veljače 2005. (Wayback Machine)
- (eng.) Epic uptime of NetWare 3 server, arstechnica.com
- (eng.) Novell NetWare Licenses still available (for new servers/additive users/system upgrade)
- (eng.) A story of Novell's early years – 1980–1990